# Grace VanderWaal
Grace Avery VanderWaal (* 15. ledna 2004) je americká zpěvačka, skladatelka a hráčka na ukulele ze Suffernu ve státě New York. V roce 2016, ve věku 12 let, vyhrála jedenáctou řadu televizní soutěže America's Got Talent (americká verze Česko Slovensko má talent). Brzy poté podepsala nahrávací smlouvu s Columbia Records a 16. prosince 2016 vydala své první EP, Perfectly Imperfect, v Columbia Records. VanderWaal také zveřejňuje videa ze svých originálních skladeb a cover verzí na YouTube. V roce 2017 vystoupila např. v Japonsku, na zahájení a ukončení Special Olympics World Winter Games v Rakousku a na několika benefičních koncertech. Vyhrála cenu 2017 Radio Disney Music Award za nejlepšího nového umělce a cenu Teen Choice Award a dvakrát byla uvedena na seznamu 21 mladých hudebních hvězd do 21 let v časopisu Billboard 21. Na podzim téhož roku také vyhrála cenu Women Billboard Music Awards v kategorii Rising Star – vycházející hvězda. V listopadu 2017 VanderWaal vydala ucelené album Just The Beginning a ve stejný měsíc zahájila své první turné.

## Kariéra

### 2016:Amerika má talent
7. června 2016 se objevila v jedenácté sezóně America's Got Talent (AGT). VanderWaal soutěžila se svou písní I Don't Know My Name. Howie Mandel jí dal „golden buzzer“ („zlatý bzučák“ ). Simon Cowell nazývá VanderWaal „další Taylor Swift.“ Brittany Spanos v Rolling Stone magazínu nazval píseň „emocionální, chytlavou a nepředvídatelnou“. VanderWaal i nadále hrála v show pouze své vlastní skladby; ve čtvrtfinále v 23. srpna 2016 zazpívala svoji píseň Beautiful Thing, kterou napsala pro svou sestru. V semifinále 30. srpna zazpívala „Light the Sky“ a ve finále 13. září zpívala „Clay“, píseň o vypořádávání se se šikanou.Její nahraný konkurz je páté nejsledovanější video na YouTube roku 2016.

#### PoAmerica's Got Talent
Brzy poté, co vyhrála AGT, se objevila jako host v Ellen DeGeneres Show a The Tonight Show Starring Jimmy Fallon.
VanderWaal darovala část své výhry z America's Got Talent na charitu a část využila ke koupi stromového domku pro sebe a svou sestru. Od té doby vystoupila opět v The Ellen Show. V dubnu 2017 vydala singl "Clearly", který je remakem světoznámého hitu "I Can See Clearly Now" Johna Nashe. S ním vystoupila v "Jimmel Kimmel Live Show". S ním i spoustou dalších písní (včetně coverů) působila v létě téhož roku jako předskokanka na turné americké kapely "Imagine Dragons" na jejich "Evolve Tour".
22.2.2019 vydala singl "Stray" vyprávějící o dospívání, 28. 6. vyšla píseň "Ur So Beautiful", po jejíž zveřejnění vyrazila v létě téhož roku na turné "Ur So Beautiful Tour". Během léta pak dozveřejnila ještě singl "Waste My Time" a 8. září singl "I Don't Like You", který živě předvedla v "The Late Late Show With James Corden".
22. listopadu vyšlo již dlouho očekávané EP "Letters Volume 1".

## Osobní život
Grace VanderWaal se narodila poblíž Kansas City v Kansasu Tině a Davidu VanderWaalovým, kteří v té době žili v kansaském městě Lenexa. David je nizozemského původu a je viceprezidentem pro marketing v LG Electronics. Grace má starší sestru a také staršího bratra. Rodina se později přestěhovala do Suffernu v New Yorku. Od vítězství v America's Got Talent se Grace VanderWaal učila doma a byla zapsána do online kurzů. Grace VanderWaal začala skládat své první písně ve věku tří let za použití bezdrátového mikrofonu.
Jako předškolačka našla inspiraci pro psaní písniček při sledování filmů snahou představit si, co postava cítí a jaké by to bylo, kdyby byla v její roli, a napsala píseň. Ke hře na ukulele ji inspiroval příběh rodinné přítelkyně a video Twenty One Pilots na YouTube. První ukulele si koupila za peníze, které získala k 11. narozeninám, a sledovala další videa, aby se na něj naučila hrát.
Také hrála na saxofon v pochodové kapele své školy. Poté, co se naučila hrát na ukulele, Grace VanderWaal začala vystupovat na menších otevřených akcích poblíž svého domova a studovat hudební teorii. V červenci 2016 po svém konkurzu na AGT Grace VanderWaal hrála v divadle Lafayette Theatre v Suffern a v Letní koncertní sérii Ramapo v Palisades Credit Union Park.
V roce 2015 Grace VanderWaal začala nahrávat jak své vlastní skladby, tak cover verze, doprovázela se na ukulele a posílala je na svůj kanál na Youtube –  „Oh Never Mind It's Just Me“ („To nic, to jsem jen já“). Julia Lennox z AndPop.com přezkoumala 15 jejích coververzí, chválí její aranžmá, hlasové dispozice, hudební vkus a kombinaci drzosti, postoje a důvěry, které přináší s každou skladbou. Mezi umělce, kteří ovlivnili její hudební tvorbu, patří i umělci jako Jason Mraz, Twenty One Pilots a Katy Perry.